# Etna (astronomia)
Etna, o Giove XXXI, è un satellite irregolare retrogrado del pianeta Giove.

## Scoperta
È stato scoperto nel 2001, da un gruppo di astronomi dell'Università delle Hawaii guidati da Scott S. Sheppard.
Al momento della scoperta ha ricevuto la designazione provvisoria S/2001 J 11.

## Denominazione
Nell'agosto 2003, l'Unione Astronomica Internazionale (IAU) gli ha assegnato la denominazione ufficiale che fa riferimento alla ninfa Etna, figlia di Urano e Gea, che secondo la mitologia greca abitava in Sicilia e diede il nome all'omonimo vulcano.

## Parametri orbitali
Il satellite è caratterizzato da un moto retrogrado ed appartiene al gruppo di Carme, composto da satelliti retrogradi ed irregolari che orbitano attorno a Giove ad una distanza compresa fra 23 e 24 milioni di chilometri, con una inclinazione orbitale pari a circa 165°.
Il satellite ha un diametro di circa 3 km e orbita attorno a Giove in 679,641 giorni, a una distanza media di 22,285 milioni di km, con un'inclinazione media di 166° rispetto all'eclittica (164° rispetto al piano equatoriale del pianeta) e un'eccentricità orbitale di 0,264.